# Andamanesi
Gli andamanesi erano un gruppo etnico per statura affine ai Pigmei dell'Africa, ai Semang della Malacca e ai Negritos delle Filippine (l'altezza media dei maschi è di cm 140-145), ma ciò non sicuramente deriva da un'origine comune.

## Distribuzione
Vivono nelle Isole Andamane nel Golfo del Bengala, all'inizio occidentale di una catena di isole che si estende dalla Birmania fino a Sumatra; esse consistono soprattutto nella Grande e nella Piccola Andaman, oltre ad isole minori, in parte inabitate.

## Storia
Prima del contatto con gli europei, gli Andamanesi non sapevano produrre il fuoco, ma possedevano l'arco e le frecce.
Il primo insediamento europeo limitato a un angolo della Grande Andaman risale al 1788, ma fu abbandonato otto anni dopo, sarà ricostruito solo nel 1858, permettendo così agli indigeni di mantenere a lungo le loro caratteristiche culturali.

## Cultura
Nella Grande Andaman si distinguevano 10 tribù secondo il linguaggio, ma il vero fattore d'unione era il gruppo locale formato in media da 30-50 individui. Ogni gruppo ha il proprio territorio tradizionale con un accampamento principale e stabile, e uno secondo le necessità stagionali, sono soliti infatti trasferirsi nel periodo dei monsoni dalla spiaggia alla giungla ove sono più protetti. Con il matrimonio uno dei due coniugi deve abbandonare il proprio gruppo per trasferirsi in quello dell'altro. Ogni famiglia occupa una capanna, mentre vi è una capanna comune per tutti i celibi. La parentela conta poco visto che ognuno ha dei doveri verso l'altro e gli anziani, parenti o meno.
I gruppi non hanno capi, ma la direzione è affidata spontaneamente alle persone di maggior prestigio, solitamente gli anziani. Non vi sono leggi o sanzioni tradizionali dato che la paura del disprezzo della comunità è sufficiente a impedire ogni comportamento antisociale.
Da un'offesa può scaturire una guerra che può prolungarsi fino al rito della pace. Questo viene preparato dalle donne del villaggio dei due gruppi e celebrato nell'accampamento dell'ultimo aggressore. Gli uomini di questo gruppo si schierano disarmati davanti a una palizzata preparata per l'occasione nello spazio dedicato alla danza, mentre gli uomini del gruppo nemico avanzano armati, a passo di danza, con gesti minacciosi. Alla fine del rito tutti piangono insieme, poi danzano in comune, nei giorni successivi vanno a caccia insieme e si scambiano dei doni.

### Religione
Possiedono una religione incentrata sui riti di passaggio quali:
- Nascita: nell'ultimo periodo di gravidanza e dopo il parto i genitori devono osservare dei tabu alimentari, non viene neanche più pronunciato il loro nome ma "madre o padre di" e il nome del nascituro.
- Adolescenza: i bambini di 7-8 anni vengono di regola adottati da un'altra famiglia di un gruppo locale diverso, ciò rafforza i legami fra i gruppi e prepara il ragazzo all'uscita della famiglia, condizione della vita da adulto. Il rito di iniziazione ha inizio e si svolge diversamente in base al sesso:
  - le ragazze iniziano con la prima mestruazione, devono fare un bagno, poi non devono dormire per 24 ore e per tre giorni rimangono chiuse nella capanna, conservando una posizione prescritta; non devono toccare il cibo con le mani e sono sottoposte a tabù alimentari. Ricevono un nuovo nome in base alla pianta che fiorisce in quel periodo, poi riprenderanno il nome personale con il matrimonio;
  - i ragazzi iniziano quando sono ritenuti pronti dagli anziani, devono sopportare in silenzio la scarificazione della schiena, l'operazione è preceduta da una danza collettiva. Anche i maschi perdono il proprio nome che viene soppresso e sostituito da uno collettivo, al termine del rito sarà dato loro un nome nuovo. Durante un periodo di transizione in cui sono sottoposti a vari tabù, si arriva ai riti degli alimenti base, cui sono sottoposte anche le femmine. I cibi in questo rito sono proibiti a turno e ciascuna proibizione termina con un pasto rituale del cibo precedentemente proibito. L'iniziato deve osservare un silenzio totale, non deve toccare il cibo con le mani, non deve dormire per 48 ore, tocca solo il cibo al centro del rito e viene di questo abbondantemente nutrito da un anziano. Una danza collettiva accompagna il rito, al cui termine si sostituisce la pitturazione dell'iniziando in argilla semplice con quella bianca e rossa. Dopo il pasto viene segregato per qualche giorno e per alcune settimane gli è proibito toccare arco e frecce.
- Matrimonio: è un matrimonio combinato dai familiari con una terza persona. Il rito è molto semplice: gli sposi vengono introdotti nello spazio di danza al centro dell'accampamento, lui si siede sulle ginocchia di lei, mentre i parenti presenti piangono. Il giorno successivo la coppia si dipinge di bianco e rosso, i loro nomi personali vengono nuovamente aboliti per un certo periodo, come per il nascituro si usa la formula di "marito di" o "moglie di".
- Morte: il defunto viene dipinto di bianco e rosso, mentre i parenti piangono, si spalmano di argilla comune e osservano tabu alimentari, non partecipando alle danze. Il nome del morto diviene tabù e il corpo viene o inumato o esposto sugli alberi. L'accampamento ove è avvenuto il lutto viene abbandonato e il lutto permane fino alla riesumazione dei resti del morto, accompagnata dai pianti. La fine del lutto viene celebrata con una danza collettiva in cui i partecipanti al lutto si dipingono di bianco e rosso. Il cranio e la mandibola vengono anch'essi dipinti e portati al collo dai superstiti, gli sono attribuiti poteri magici e sono oggetto di scambio e dono.

Gli Andamanesi hanno anche degli esseri non umani temuti (lau secondo i dialetti settentrionali), in cui confluiscono indistintamente sia gli spiriti di potenze presenti nella natura non umana, sia gli spiriti dei morti.
Possiedono anche un Essere Supremo cui sono attribuiti vari nomi (Puluga per le tribù meridionali, Olüga nella Piccola Andaman, Biliku o Bilik nelle altre tribù), è un Essere Supremo celeste, onnisciente, creatore e punitore delle trasgressioni.
Biliku o Olüga sono considerati esseri femminili, mentre in certe altre tradizioni ci sono due o più Bilik, secondo altre credenze ancora Bilik sarebbe solo una categoria di esseri superiori ai lau.
Poluga ha una notevole importanza nei miti delle origini, crea e inventa tutte le arti umane, fonda le istituzioni Andamanesi e secondo alcune trazioni viene derubato del fuoco.
Nella società Andamanese, accanto agli anziani e alle persone efficienti, godono di una certa notorietà i veggenti (gli oku-giumu "colui che parla di sogni").